# 入念
「入念」（にゅうねん）は、ヒカシューの10枚目のシングル。2007年5月20日にMAKIGAMI RECORDSより発売。
ヒカシューとしては、約20年ぶりのシングル。「入念」と「デジタルなフランケン」は、アルバム『生きること』に再録されている。

## 収録曲
全作詩:巻上公一
1. 入念(ELABORATE)
  - 作曲:坂出雅海

- 1993年頃に曲の原型が出来たが、そこから少なくとも1度以上作曲され直されている[1]。

1. デジタルなフランケン(DIGITAL FRANKENSTEIN)
  - 作曲:坂出雅海
2. カレー三昧(THE CURRY MASTER)
  - 作曲・歌:三田超人

## 参加ミュージシャン
- 巻上公一 -ボーカル、テルミン(#2)、口琴(#3)、コルネット(#3)
- 三田超人 -ギター、コーラス、ボーカル(#3)
- 坂出雅海 -エレクトリックベース、エフェクツ、コーラス
- 清水一登 -ピアノ、シンセサイザー
- 佐藤正治 -ドラムス